# Marc Gal·li
Marc Gal·li (en llatí Marcus Gallius) va ser un magistrat romà del segle i aC. Fill de Quint Gal·li (pretor el 63 aC).
Va ser pretor, tot i que no consta la data en què va exercir aquesta magistratura. L'any 43 aC estava amb Marc Antoni. Probablement era el mateix personatge que el senador Marc Gal·li, el qual va adoptar al futur emperador Tiberi quan era molt jove i va deixar-li un gran llegat. Tiberi va fer esborrar més tard el nom del seu pare adoptiu.